# Präsidentschaftswahl in Abchasien 2009

Flagge des Präsidenten der Republik Abchasien

Die Präsidentschaftswahl in Abchasien 2009 fand am 12. Dezember 2009 statt. Es war die vierte Wahl eines Staatsoberhauptes in der zum Wahlzeitpunkt international nur von Russland, Nicaragua und Venezuela anerkannten Republik Abchasien.
Amtsinhaber Sergei Bagapsch kündigte an, für eine weitere Amtszeit kandidieren zu wollen. Weitere Kandidaten waren der ehemalige Vizepräsident Raul Chadschimba und der Vorsitzende der Partija ERA, Beslan Butba. Zuvor war noch Außenminister Sergei Schamba als möglicher Präsidentschaftskandidat gehandelt worden. Als überraschend galt die Kandidatur des Wirtschaftswissenschaftlers und Philosophen Witali Bganba. Die Registrierung der Kandidaten erfolgte vom 13. Oktober bis zum 12. November 2009 und musste durch eine offiziell registrierte Unterstützergruppe (zum Beispiel eine Partei) beantragt werden. Alle Kandidaten wurden durch die Zentrale Wahlkommission einem Sprachtest unterzogen, in dem sie Kenntnisse der abchasischen Sprache nachweisen mussten. Erreicht kein Kandidat die erforderliche absolute Stimmenmehrheit, so sieht die abchasische Gesetzgebung eine Stichwahl binnen 14 Tagen nach dem ersten Wahlgang vor.

## Registrierte Kandidaten
| Präsidentschaftskandidat | Partei             | Vize-Präsidentschaftskandidat |
| ------------------------ | ------------------ | ----------------------------- |
| Saur Ardsinba            | -                  | Chripsom Dschopua             |
| Sergei Bagapsch          | Jedinaja Abchasija | Alexander Ankwab              |
| Witali Bganba            | -                  | Dawid Dassania                |
| Beslan Butba             | Partija ERA        | Almasbei Ktschatsch           |
| Raul Chadschimba         | -                  | Wassili Awidsba               |

## Ergebnisse
| Kandidat         | Stimmen | Anteil  |
| ---------------- | ------- | ------- |
| Sergei Bagapsch  | 62.231  | 61,16 % |
| Raul Chadschimba | 15.584  | 15,32 % |
| Saur Ardsinba    | 9.296   | 9,14 %  |
| Beslan Butba     | 8.395   | 8,25 %  |
| Witali Bganba    | 1.326   | 1,30 %  |
| „gegen alle“     | 1.894   | 1,86 %  |
| ungültig         | 3.031   | 2,98 %  |
| Wahlbeteiligung  |         | 73 %    |

## Kritik am Ablauf des Wahlkampfs und der Wahl
Bereits während des Wahlkampfes legten Oppositionskandidaten Ardsinba, Butba und Chadschimba bei der Zentralen Wahlkommission Beschwerde gegen die Wahlkampfführung des Amtsinhabers ein. Sie kritisierten, Bagapsch nutze die Vorteile seines Amtes im Wahlkampf aus, was nach abchasischem Recht nicht zulässig ist. So war er in der Zeit vor der Wahl täglich in den Sendungen des abchasischen Staatsfernsehens präsent.
Nach der Wahl legte das Wahlkampfteam des zweitplatzierten Kandidaten Raul Chadschimba einen Bericht über Unregelmäßigkeiten bei der Wahl vor. Demzufolge sollen etwa Angehörige der nationalen Minderheiten in Abchasien eingeschüchtert worden und zur Wahl gedrängt worden sein mit der Drohung, es könne Schwierigkeiten bei der Auszahlung von Pensionen und der Verlängerung der Personaldokumente geben. Ferner soll es nach Abschluss der Wahl über 11.000 mehr Wahlberechtigte gegeben haben als noch vor der Wahl, während zugleich im Rajon Gali im Zusammenhang mit dem sogenannten Fünftagekrieg und der darauffolgenden Flucht zahlreicher Angehöriger der georgischen Minderheit die Zahl der Wahlberechtigten um mehrere Tausend zurückgegangen sein soll. Chadschimbas Stab vermutet vor diesem Hintergrund, dass es sich bei den zusätzlichen Wahlberechtigten um Personen handelt, die mehrfach ihre Stimmen abgaben. Ferner sollen in den Wählerlisten Personen verzeichnet gewesen sein, die bereits seit dem militärischen Konflikt Anfang der 1990er Jahre nicht mehr in Abchasien wohnhaft sind.